# Lukatjärnet
Lukatjärnet är en sjö i Torsby kommun i Värmland och ingår i Göta älvs huvudavrinningsområde. Sjön är 13 meter djup, har en yta på 0,174 kvadratkilometer och befinner sig 377,1 meter över havet. Sjön avvattnas av vattendraget Viggan. Vid provfiske har abborre och gädda fångats i sjön.

## Delavrinningsområde
Lukatjärnet ingår i det delavrinningsområde (671031-132964) som SMHI kallar för Utloppet av Nordviggsjön. Medelhöjden är 441 meter över havet och ytan är 32,8 kvadratkilometer. Det finns inga avrinningsområden uppströms utan avrinningsområdet är högsta punkten. Viggan som avvattnar avrinningsområdet har biflödesordning 4, vilket innebär att vattnet flödar genom totalt 4 vattendrag innan det når havet efter 403 kilometer. Avrinningsområdet består mestadels av skog (85 procent). Avrinningsområdet har 1,23 kvadratkilometer vattenytor vilket ger det en sjöprocent på 3,8 procent.